# Били Џоел
Вилијам Мартин Џоел (енгл. William Martin Joel; 9. мај 1949), познатији као Били Џоел (енгл. Billy Joel), амерички је музичар, певач, текстописац и пијаниста.

## Каријера
Добијао је инспирацију за музику највише од бендова који су били актуелни када је почињао своју музичку каријеру (Битлси, Дрифтерс, Фор сизонс). Почетком 70-их потписао је уговор са издавачком кућом Family Productions и тада се пробио својим првим соло албумом Cold Spring Harbor. Албум 52nd Street је продат у преко седам милиона копија, а био је Билбордов број један албум на крају године. Такође и албум Piano Man је стекао велики успех, као и истоимена песма са поменутог албума. На лето 1983. објавио је сингл Tell Her About It са албума An Innocent Man, а ништа мање позната није била ни песма Uptown Girl која је постала велики хит и од које је почетком 21. века група Westlife направила прераду.
Након објављена још три студијска албума, Џоел се од 1993. године углавном бави свирањем на турнејама.
Дана 22. јула 2014. добио је Гершвинову награду за популарну песму године.

## Приватни живот
Били Џоел се женио чак четири пута. Џоелова прва жена је била Елизабет Вебер Смол, али када су почели везу, она је била удата. Касније се удала за њега и постала његов менаџер. Развели су се 20. јула 1982. године.
Џоелова друга супруга је била Кристи Бринкли са којом има кћерку Алекса Реј Џоел. Због проблема са алкохолом и депресијом и тај брак се касније распао.
2. октобра 2004. оженио је Кејти Ли од које се развео пет година касније, а са Алексис Родерик је 2015. и 2017. године добио две кћерке.

## Дискографија
- Cold Spring Harbor (1971)
- Piano Man (1973)
- Streetlife Serenade (1974)
- Turnstiles (1976)
- The Stranger (1977)
- 52nd Street (1978)
- Glass Houses (1980)
- The Nylon Curtain (1982)
- An Innocent Man (1983)
- The Bridge (1986)
- Storm Front (1989)
- River of Dreams (1993)
- Fantasies & Delusions (2001), класичне композиције